# Mamma Mia! (film)

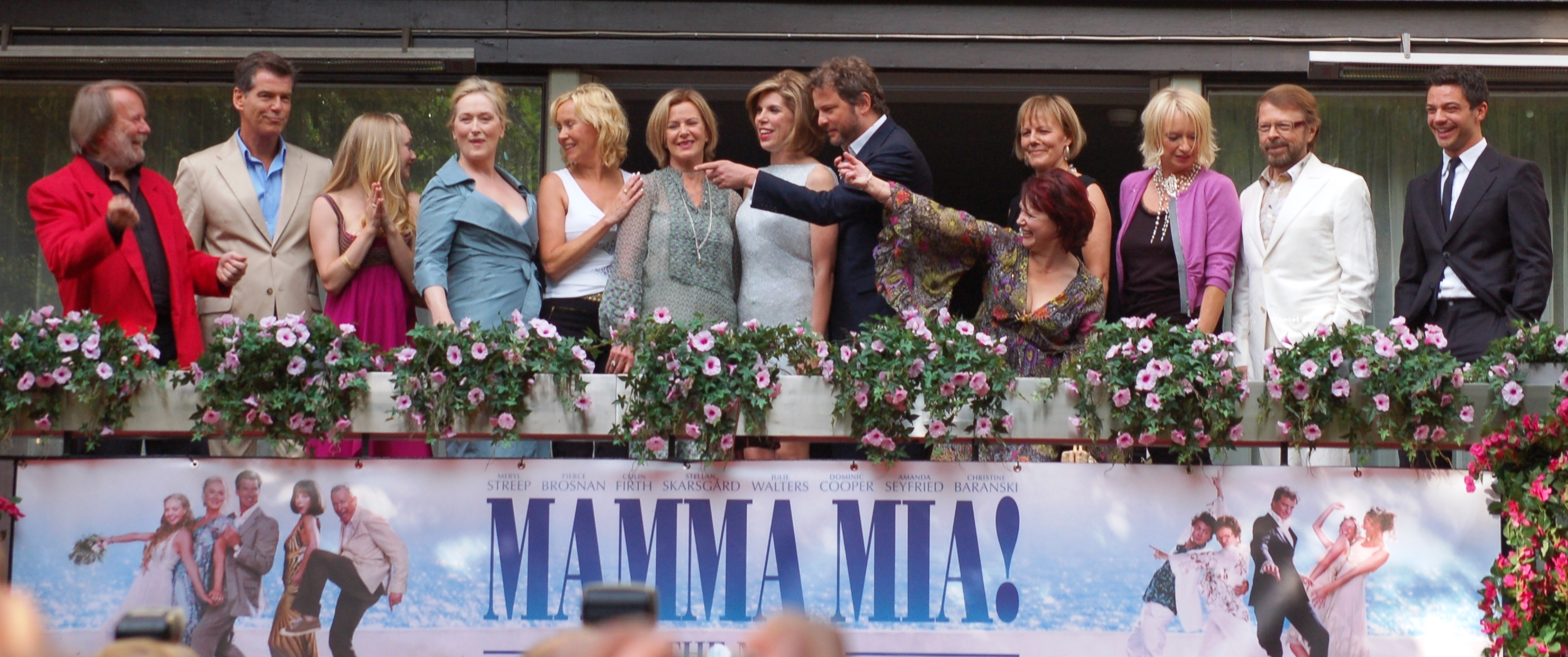
Członkowie ABBY oraz obsada filmu podczas premiery w Sztokholmie

Mamma Mia! – brytyjsko-amerykański film z 2008 w reżyserii Phyllidy Lloyd, będący ekranizacją musicalu pod tym samym tytułem, którego fabuła opiera się na piosenkach szwedzkiego zespołu ABBA.
Na początku lipca 2008 ukazała się oficjalna ścieżka dźwiękowa do filmu zawierająca 18 piosenek wykorzystanych w produkcji.

## Fabuła
Donna (Meryl Streep) prowadzi mały hotelik na jednej z greckich wysp. Kobieta samotnie wychowuje córkę Sophie (Amanda Seyfried). Dziewczyna wychodzi za mąż i chce, aby ojciec poprowadził ją do ołtarza, jednak nie wie, kto nim jest. Ze starego pamiętnika matki dowiaduje się, że w czasie poczęcia miała przelotne romanse z trzema mężczyznami. Do każdego z nich wysyła zaproszenie na ślub, mając nadzieję, że się na nim zjawią. Ostatecznie na ślub przyjeżdżają wszyscy trzej.

## Obsada
Spis sporządzono na podstawie materiału źródłowego.
- Meryl Streep – Donna Sheridan
- Amanda Seyfried – Sophie Sheridan-Rymand, córka Donny
- Colin Firth – Harry Bright, były kochanek Donny
- Pierce Brosnan – Sam Carmichael, były kochanek Donny
- Stellan Skarsgård – Bill Anderson, były kochanek Donny
- Dominic Cooper – Skyler "Sky" Zachary Rymand, ukochany Sophie
- Julie Walters – Rosie Mulligan, najlepsza przyjaciółka Donny
- Christine Baranski – Tanya Chesham-Leigh, najlepsza przyjaciółka Donny
- Juan Pablo Di Pace – Petros
- Chris Jarvies – Eddie
- Dylan Turner – Stag
- Rachel McDowell – Lisa, najlepsza przyjaciółka Sophie
- George Georgiu – Pannos
- Ashley Lilley – Ali, najlepsza przjaciólka Sophie
- Enzo Squllino Jr. – Gregoris

W epizodach wzięli udział członkowie zespołu ABBA: Benny Andersson (jako pianista w scenie, w której wykonywana jest piosenka „Dancing Queen”) i Björn Ulvaeus (jako grecki bóg w scenie, w której wykonywana jest piosenka „Waterloo”).

## Piosenki
Spis uwzględnia wszystkie piosenki wykorzystane w filmie oraz nazwiska ich wykonawców:
1. „I Have a Dream” – Amanda Seyfried
2. „Honey, Honey” – Amanda Seyfried, Ashley Lilley i Rachel McDowall
3. „Money, Money, Money” – Meryl Streep, Julie Walters i Christine Baranski
4. „Mamma Mia” – Meryl Streep
5. „Chiquitita” – Christine Baranski, Julie Walters i Meryl Streep
6. „Dancing Queen” – Meryl Streep, Julie Walters i Christine Baranski
7. „Our Last Summer” – Colin Firth, Pierce Brosnan, Stellan Skarsgård, Amanda Seyfried
8. „Lay All Your Love on Me” – Dominic Cooper i Amanda Seyfried
9. „Super Trouper” – Meryl Streep, Julie Walters i Christine Baranski
10. „Gimme! Gimme! Gimme! (A Man After Midnight)” – Ashley Lilley i Rachel McDowall
11. „The Name of the Game” – Amanda Seyfried (scena usunięta)
12. „Voulez Vous” – Cała obsada
13. „S.O.S.” – Pierce Brosnan i Meryl Streep
14. „Does Your Mother Know” – Christine Baranski i Philip Michael
15. „Slipping Through My Fingers” – Meryl Streep i Amanda Seyfried
16. „The Winner Takes It All” – Meryl Streep
17. „I Do, I Do, I Do, I Do, I Do” – Pierce Brosnan, Meryl Streep i chórek dziewczyn
18. „When All Is Said And Done” – Pierce Brosnan i Meryl Streep
19. „Take a Chance on Me” – Julie Walters, Stellan Skarsgård, Colin Firth, Philip Michael i Christine Baranski
20. „Mamma Mia” – Chór (repryza)
21. „I Have a Dream” – Amanda Seyfried (repryza)
22. „Dancing Queen” – Meryl Streep, Julie Walters i Christine Baranski (repryza)
23. „Waterloo” – Colin Firth, Pierce Brosnan, Stellan Skarsgård, Christine Baranski, Amanda Seyfried, Dominic Cooper, Julie Walters i Meryl Streep
24. „Thank You for the Music” – Amanda Seyfried

## Produkcja
W listopadzie 2004 Björn Ulvaeus, jeden z członków zespołu ABBA, udzielił wywiadu brytyjskiemu dziennikowi „Daily Star”, w którym wyznał, że musical Mamma Mia! prawdopodobnie doczeka się wersji filmowej. Do głównej roli Donny rozważano Nicole Kidman. Duża część obsady (na czele z odtwórczynią roli Sophie) została wyłoniona w drodze przesłuchań prowadzonych w Wielkiej Brytanii i Stanach Zjednoczonych. Spekulowano, że w obsadzie pojawi się także Antonio Banderas. Propozycję zagrania jednej z ról w filmie odrzuciła m.in. Cher.
Scenarzystką filmu została dramaturg Catherine Johnson, autorka scenicznej wersji musicalu. Za reżyserię odpowiadała Phyllida Lloyd, która wcześniej reżyserowała światową prapremierę produkcji musicalu na londyńskim West Endzie. Był to jej filmowy debiut reżyserski. Producentami wykonawczymi filmu zostali Benny Andersson i Björn Ulvaeus, autorzy piosenek Abby oraz współzałożyciele zespołu, oraz Tom Hanks i Rita Wilson. Nagrania nowych wersji piosenek zespołu w wykonaniu obsady filmu zostały zrealizowane w kwietniu i maju 2007 w należącym do Anderssona studiu nagraniowym w Sztokholmie. Aktorom akompaniowali ci sami muzycy sesyjni, którzy niegdyś pracowali przy płytach grupy ABBA, zaś na fortepianie grał sam Andersson.
Główny okres zdjęciowy trwał od sierpnia do września 2007. Głównym miejscem realizacji zdjęć do filmu była grecka wyspa Skopelos, na której wybudowano tymczasowy barek plażowy i molo. Niektóre sceny kręcono także m.in. w miejscowości Damouchari na wybrzeżu kontynentalnej Grecji, na wyspach Thassos i Skiatos oraz na wybrzeżu Kalifornii. Sceny taneczne realizowane były w Pinewood Studios w hrabstwie Buckinghamshire w Anglii.
Budżet filmu wyniósł ok. 52 mln dol..
Oficjalna premiera filmu odbyła 30 czerwca 2008 w Londynie. Cztery dni później ekranizację premierowo pokazano w Sztokholmie, a gośćmi specjalnymi wydarzenia byli wszyscy członkowie ABB-y, którzy pojawili się publicznie razem po raz pierwszy od 1986. 16 lipca 2008 film miał premierę w Nowym Jorku.